# Zazilkala
Zazilkala (en rus: Зазилькала) és un poble del Daguestan, a Rússia, que en el cens del 2010 tenia 37 habitants. Pertany al districte rural de Gunib.